# Liste der modernen Universitäten in Europa (1801–1945)

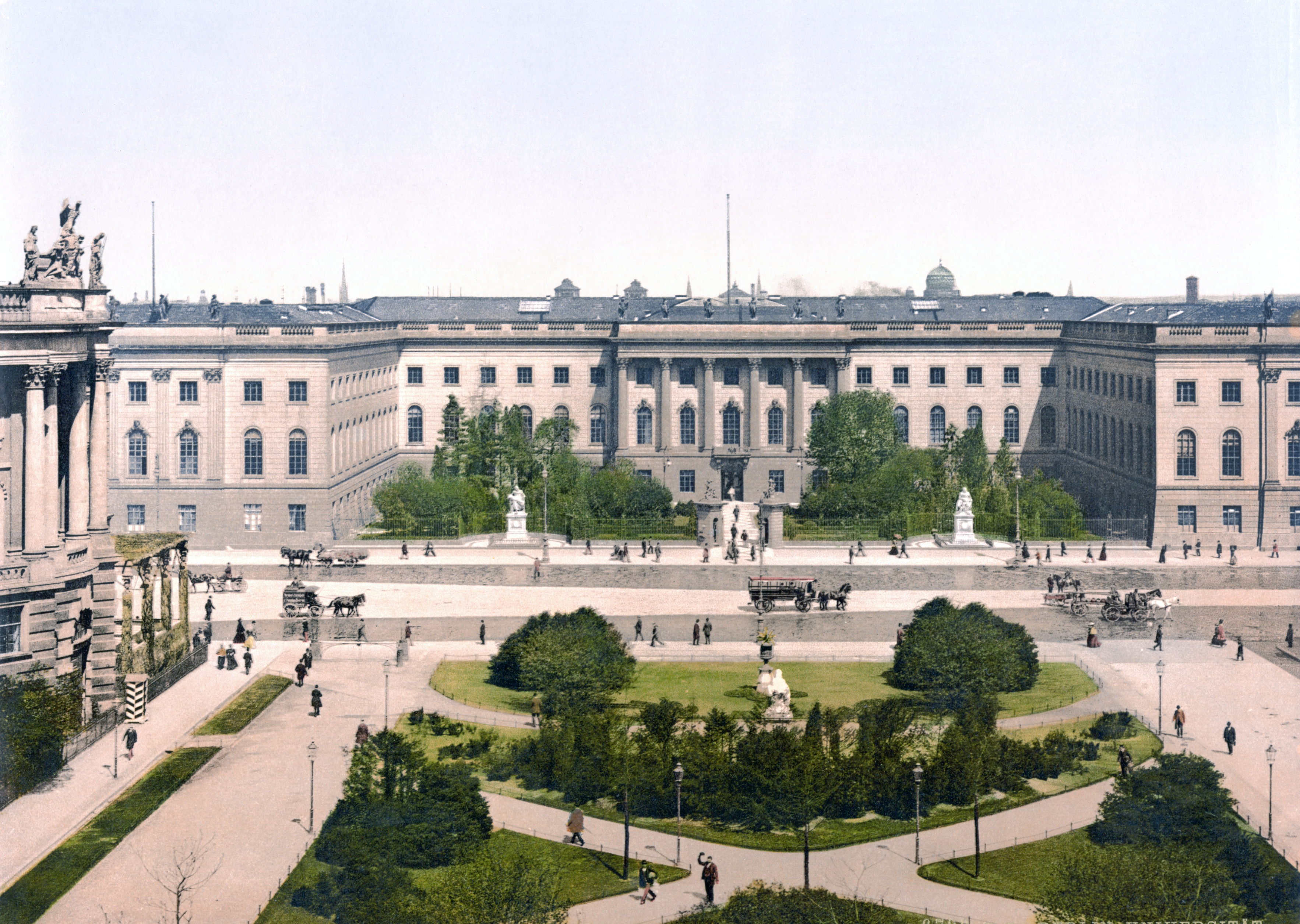
Die 1810 gegründete Humboldt-Universität betonte den Vorrang des wissenschaftlichen Erkenntnisprozesses und der Forschungsfreiheit vor der praxisorientierten Berufsausbildung und wurde so zum wichtigsten Impulsgeber für das moderne Universitätswesen im 19. Jahrhundert (Photochrom von 1900).

Die Liste der modernen Universitäten in Europa (1801–1945) führt alle Universitäten auf, die in Europa zwischen der Französischen Revolution und dem Ende des Zweiten Weltkrieges gegründet wurden. Als Universitäten im Sinne dieser Auflistung gelten wissenschaftliche Hochschulen, die von den zuständigen weltlichen Behörden oder geistlichen Instanzen als Universitäten anerkannt waren und den Doktorgrad in mehr als einer Fakultät verliehen. Auch kurzlebige Gründungen sind eingeschlossen.
Anfang des 19. Jahrhunderts waren die europäischen Universitäten durch die Napoleonischen Kriege stark in Mitleidenschaft gezogen worden und ihre Zahl fiel im kurzen Zeitraum von 1789 bis 1815 um sechzig Standorte auf 83. Bis 1840 kam es zu einem Anstieg auf 98 Universitäten, an denen circa 80.000 Studenten und 5.000 Professoren wirkten. Trotz des Trends zur berufsbezogenen Spezialhochschule – in Frankreich etwa waren alle Universitäten aufgelöst und durch Grandes écoles ersetzt worden – vervielfachte sich in den nächsten hundert Jahren die Größe der Studenten- und Professorenschaft auf 600.000 bzw. 32.000 Angehörige an ungefähr zweihundert Universitäten. Insgesamt erlebte die Epoche den Betrieb von rund 220 Universitäten, die im Folgenden aufgelistet werden.

## Liste
Die Liste ist nach dem Zeitpunkt der Anerkennung sortiert. Wo mehr als eine Universität an einem Ort gegründet wurde, steht der Name der Institution in Klammern.

### 19. Jahrhundert
| Anerkannt | Universität                   | Heutiges Land |
| --------- | ----------------------------- | ------------- |
| 1803      | Rennes                        | Frankreich    |
| 1804      | Kasan                         | Russland      |
| 1804      | Charkow                       | Ukraine       |
| 1805      | Clermont-Ferrand              | Frankreich    |
| 1808      | Lyon                          | Frankreich    |
| 1808      | Rouen                         | Frankreich    |
| 1810      | Berlin                        | Deutschland   |
| 1810      | Laibach                       | Slowenien     |
| 1811      | Christiania                   | Norwegen      |
| 1816      | Warschau                      | Polen         |
| 1816      | Lüttich                       | Belgien       |
| 1816/17   | Gent                          | Belgien       |
| 1817      | Lille                         | Frankreich    |
| 1818      | Bonn                          | Deutschland   |
| 1823      | Korfu                         | Griechenland  |
| 1826      | München (LMU)                 | Deutschland   |
| 1832      | Durham                        | England       |
| 1833      | Zürich                        | Schweiz       |
| 1834      | Bern                          | Schweiz       |
| 1834      | Katholische Universität Löwen | Belgien       |
| 1834      | Brüssel                       | Belgien       |
| 1834      | Kiew                          | Ukraine       |
| 1836      | London                        | England       |
| 1836      | Madrid                        | Spanien       |
| 1837      | Athen                         | Griechenland  |
| 1845      | Belfast                       | Nordirland    |
| 1851      | Manchester                    | England       |
| 1854      | Dublin                        | Irland        |
| 1860      | Iași                          | Rumänien      |
| 1864      | Bukarest                      | Rumänien      |
| 1864      | Odessa                        | Ukraine       |
| 1868      | München (TUM)                 | Deutschland   |
| 1869      | Zagreb                        | Kroatien      |
| 1870      | Aachen                        | Deutschland   |
| 1872      | Genf                          | Schweiz       |
| 1872      | Klausenburg                   | Rumänien      |
| 1875      | Czernowitz                    | Ukraine       |
| 1875      | Angers                        | Frankreich    |
| 1875      | Lille                         | Frankreich    |
| 1875      | Lyon                          | Frankreich    |
| 1875      | Paris                         | Frankreich    |
| 1877      | Toulouse                      | Frankreich    |
| 1877      | Amsterdam                     | Niederlande   |
| 1877      | Stockholm                     | Schweden      |
| 1880      | Amsterdam                     | Niederlande   |
| 1881      | Liverpool                     | England       |
| 1889      | Freiburg i.Üe.                | Schweiz       |
| 1890      | Lausanne                      | Schweiz       |
| 1893      | Cardiff                       | Wales         |
| 1900      | Birmingham                    | England       |
| 1900      | Istanbul                      | Türkei        |

### 20. Jahrhundert
| Anerkannt | Universität       | Heutiges Land |
| --------- | ----------------- | ------------- |
| 1903      | Nottingham        | England       |
| 1904      | Leeds             | England       |
| 1904      | Sofia             | Bulgarien     |
| 1904      | Comillas          | Spanien       |
| 1905      | Sheffield         | England       |
| 1905      | Belgrad           | Serbien       |
| 1908      | Rom               | Italien       |
| 1909      | Bristol           | England       |
| 1909      | Neuenburg         | Schweiz       |
| 1909      | Saratow           | Russland      |
| 1911      | Reykjavík         | Island        |
| 1911      | Porto             | Portugal      |
| 1912      | Debrecen          | Ungarn        |
| 1914      | Frankfurt am Main | Deutschland   |
| 1915      | Murcia            | Spanien       |
| 1915      | Rostow am Don     | Russland      |
| 1917      | Turku             | Finnland      |
| 1917      | Perm              | Russland      |
| 1918      | Tiflis            | Georgien      |
| 1918      | Dnipropetrowsk    | Ukraine       |
| 1918      | Nischni Nowgorod  | Russland      |
| 1918      | Smolensk          | Russland      |
| 1918      | Petrograd         | Russland      |
| 1918      | Moskau            | Russland      |
| 1918      | Woronesh          | Russland      |
| 1919      | Warschau          | Polen         |
| 1919      | Brünn             | Tschechien    |
| 1919      | Hamburg           | Deutschland   |
| 1919      | Posen             | Polen         |
| 1919      | Moskau            | Russland      |
| 1919      | Ljubljana         | Slowenien     |
| 1919      | Riga              | Lettland      |
| 1920      | Turku             | Finnland      |
| 1920      | Lublin            | Polen         |
| 1920      | Mailand           | Italien       |
| 1920      | Samara            | Russland      |
| 1920      | Jekaterinburg     | Russland      |
| 1920      | Jerewan           | Armenien      |
| 1921      | Minsk             | Belarus       |
| 1921      | Moskau            | Russland      |
| 1921      | Moskau            | Russland      |
| 1921      | Pécs              | Ungarn        |
| 1921      | Szeged            | Ungarn        |
| 1922      | Kaunas            | Litauen       |
| 1923      | Nijmegen          | Niederlande   |
| 1923      | Bari              | Italien       |
| 1924      | Mailand           | Italien       |
| 1924      | Triest            | Italien       |
| 1925      | Thessaloniki      | Griechenland  |
| 1926      | Reading           | England       |
| 1934      | Aarhus            | Dänemark      |
| 1940      | Salamanca         | Spanien       |